# Никита (митрополит Киевский)
Митрополит Никита (XI век — 19 мая 1126) — митрополит Киевский и всея Руси (1122—1126).

## Биография
По происхождению грек. Прибыл из Царьграда в 1122 году (у Строева, в 1120 году). С 15 октября 1122 года — митрополит Киевский.
Будучи митрополитом, он посвящал весной 1123 года Владимиро-волынского епископа Симеона и 4 октября 1125 года переяславского епископа Марка. Переяславская кафедра в течение двух с половиной лет пустовала (после смерти епископа Сильвестра 12 апреля 1123) вследствие отказа митрополита пойти навстречу Владимиру Мономаху, желавшему учредить в Смоленске, в котором сидел его внук Ростислав и который относился тогда к Переяславской епархии, самостоятельную кафедру. Владимир Мономах в свою очередь упорно отказывался утвердить нового кандидата на переяславскую кафедру. Лишь после смерти Владимира 19 мая 1125 года его сын Мстислав исполнил волю митрополита.
Скончался 19 мая (по Н. Д., 9 марта) 1126 года. После него около пяти лет кафедра Киевской митрополии оставалась праздною.